# Tommy Freeman
Tommy Freeman est un boxeur américain né le 22 janvier 1904 à Hot Springs, Arkansas, et mort le 25 février 1986 à Little Rock, Arkansas.

## Carrière
Passé professionnel en 1920, il devient champion du monde des poids welters le 5 septembre 1930 après sa victoire aux points contre Young Jack Thompson. Battu lors du combat revanche le 14 avril 1931, il met un terme à sa carrière en 1938 sur un bilan de 180 victoires, 20 défaites et 22 matchs nuls.